# 卡拉格爾-撒哈拉國家公園
41°13′N 42°27′E / 41.217°N 42.450°E

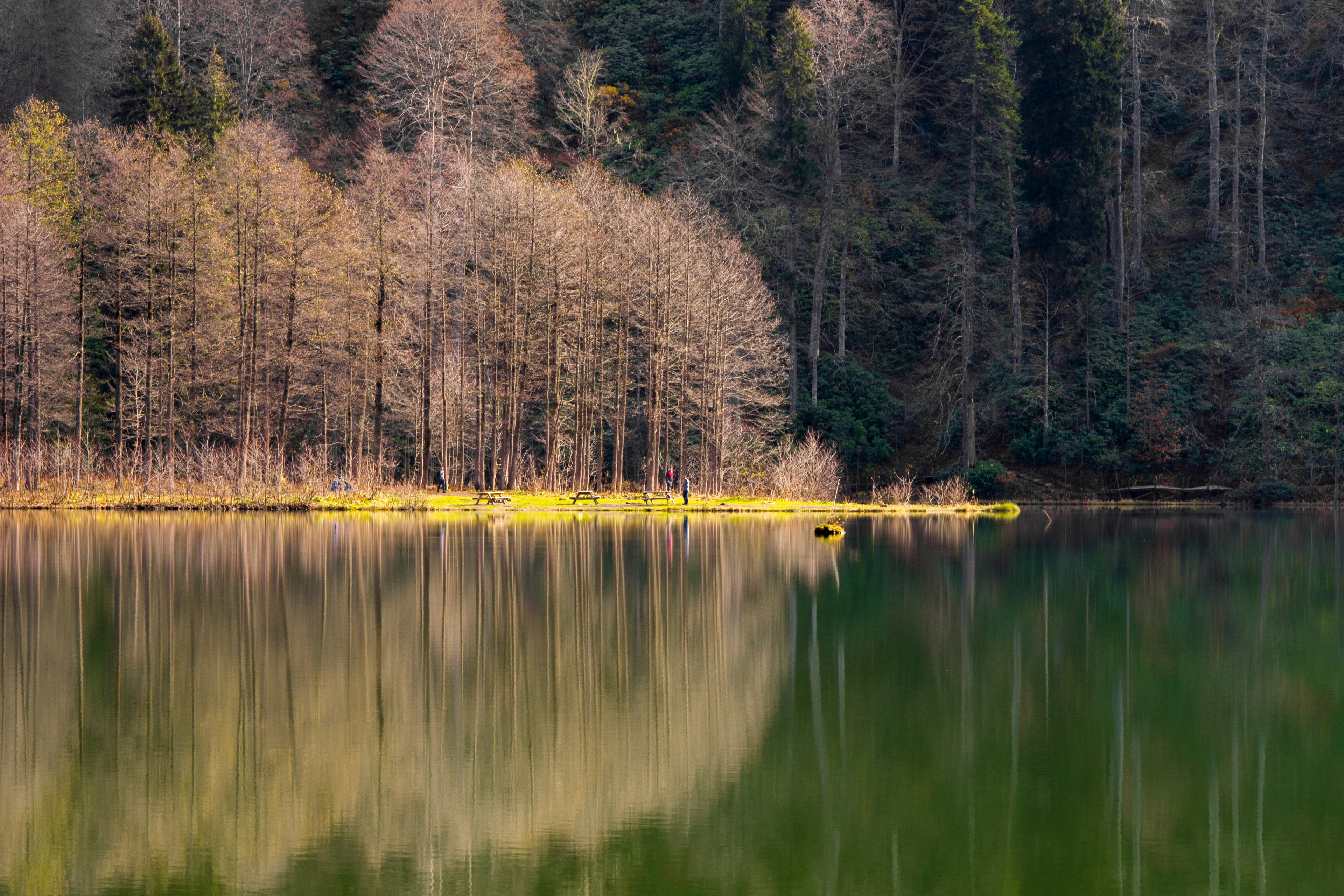

卡拉格爾-撒哈拉國家公園是土耳其的國家公園，位於該國東北部阿爾特溫省，成立於1994年8月31日，面積33平方公里，平均海拔高度1,800米。